# توتویلا (اورگن)
توتویلا، اورگن (به انگلیسی: Tutuilla, Oregon) یک منطقهٔ مسکونی در ایالات متحده آمریکا است که در اورگن واقع شده‌است.

## خصوصیات
توتویلا ۵۱٫۸ کیلومترمربع مساحت و ۴۶۰ نفر جمعیت دارد و ۴۳۵ متر بالاتر از سطح دریا واقع شده‌است.